# Chaetocladium jonesii
Chaetocládium jonésii (лат.) — вид зигомицетовых грибов, относящийся к роду Хетокладиум (Chaetocladium), типовой вид рода.

## Описание
Гетероталличный вид. Колонии серые, образующие ризоиды и столоны. Спороношение представлено односпоровыми спорангиолями, спорангии отсутствуют. Спорангиеносцы с мутовчатыми или супротивными веточками, каждая из которых аналогичным образом ветвится, конечные веточки с многочисленными мелкими спорангиолями на ножках, ось конечной веточки заканчивается стерильным отростком. Спорангиоли шаровидные, сероватые, покрытые мелкими шипиками, в среднем 7—10 мкм в диаметре.
Зигоспоры образуются на мицелии и на столонах, шаровидные, тёмно-жёлтые, покрытые тупыми бугорками. Копулирующие отроги (суспензоры) почти равные, вздутые.
Хламидоспоры не образуются.

## Экология
Паразит копрофильных видов Mucor и Pilaira.

## Синонимы
- Botrytis jonesii Berk. & Broome, 1854basionym
- Chaetocladium fresenianum Bref., 1881